# Lazzaro Spallanzani
Lazzaro Spallanzani (Scandiano, provincia de Reggio Emilia, Italia, 10 de enero de 1729 - Pavía, 12 de febrero de 1799) fue un naturalista y sacerdote católico que ejerció como profesor de física y matemática en la Universidad de Reggio Emilia en 1757, y de lógica, griego y metafísica en Módena. Además, fue director del Museo de historia natural de Pavía, Italia.
Según Paul de Kruif, Lazzaro fue hijo de un abogado quien quería que su hijo siguiera sus pasos. A pesar de que Spallanzani tenía otros intereses, parecía no tener intenciones de desobedecer a su padre. Aun así, no abandonó sus trabajos científicos. Según se dice en Cazadores de microbios, una charla con Vallisnieri permitió que el padre de Lazzaro aceptara mandarlo a la Universidad de Reggio, Italia, para iniciar sus estudios en ciencias.
Fue ahí donde:

«Spallanzani, libre ya del horror del porvenir interminable entre embrollos jurídicos, se lanzó con ardor a la tarea de recoger los conocimientos más diversos, a poner a prueba toda clase de teorías, a desacatar todas las autoridades por famosas que fuesen, y frecuentó el trato de todo género de personas, desde obesos obispos, funcionarios y profesores, hasta actores extranjeros y juglares»

De Kruif también menciona, comparándolo con Anton van Leeuwenhoek, que este último era más cuidadoso en sus experimentos, pero que el primero fue más persistente. Otros estudios contemporáneos hacen esta misma indicación sobre Spallanzani, y demuestran cómo su falta de cuidado afectó algunos de sus trabajos y sus conclusiones.[cita requerida]
Gracias a sus investigaciones, le dieron el sobrenombre de «biólogo de biólogos». Según Emilio López Caballero, fue «el más claro predecesor de Pasteur». Era una persona de múltiples intereses científicos que investigó:
- el origen de la vida;
- la generación espontánea;
- la respiración y otras funciones del ser humano;
- la ecolocalización de los murciélagos.

## Generación espontánea

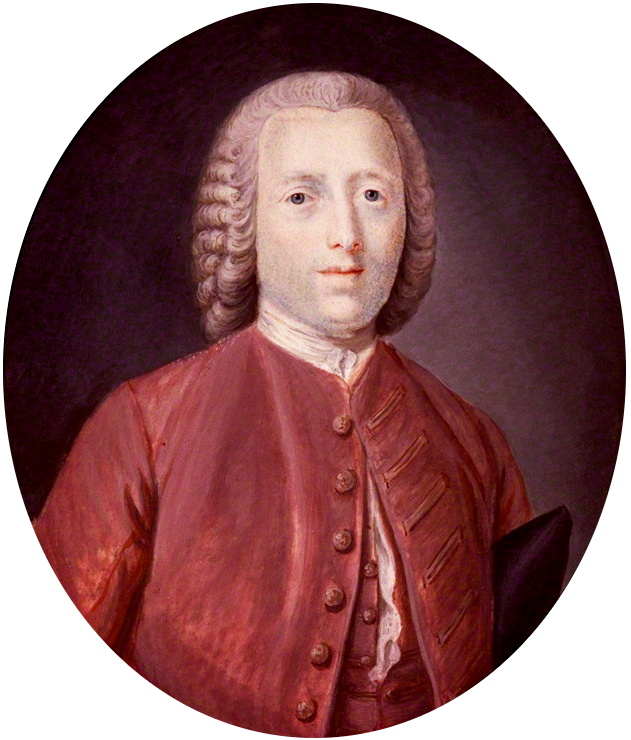
John Turberville Needham uno de los grandes rivales de Spallanzani y con quien sostuvo una gran disputa por el tema de la generación espontánea.

Le apasionó el problema de la regeneración  de partes del cuerpo de anfibios y de reptiles aunque no pudo llegar a conclusiones satisfactorias, sobre todo no pudo explicar el por qué no sucedía lo mismo en el ser humano y en otros animales.[cita requerida]
Continuando el estudio de Francesco Redi, Spallanzani demostró que no existe la generación espontánea de la vida, abriendo camino a Louis Pasteur. En 1769, tras rechazar la teoría de la generación espontánea, Spallanzani -que también era sacerdote- diseñó experimentos para refutar los realizados por otro sacerdote católico, el inglés John Turberville Needham, que había calentado y seguidamente sellado caldo de carne en diversos recipientes; dado que se habían encontrado microorganismos en el caldo tras abrir los recipientes, Needham creía que esto demostraba que la vida surge de la materia no viviente. No obstante, prolongando el periodo de calentamiento y sellando con más cuidado los recipientes, Spallanzani pudo demostrar que dichos caldos no generaban microorganismos mientras los recipientes estuvieran sellados.
La disputa entre Needham y Spallanzani fue larga y enconada, pues el inglés decía que las cocciones del italiano destruían el espíritu vital, y Spallanzani demostró que lo único que la cocción destruía eran las esporas de las bacterias, no un principio de vida de índole místico.

## La fecundación

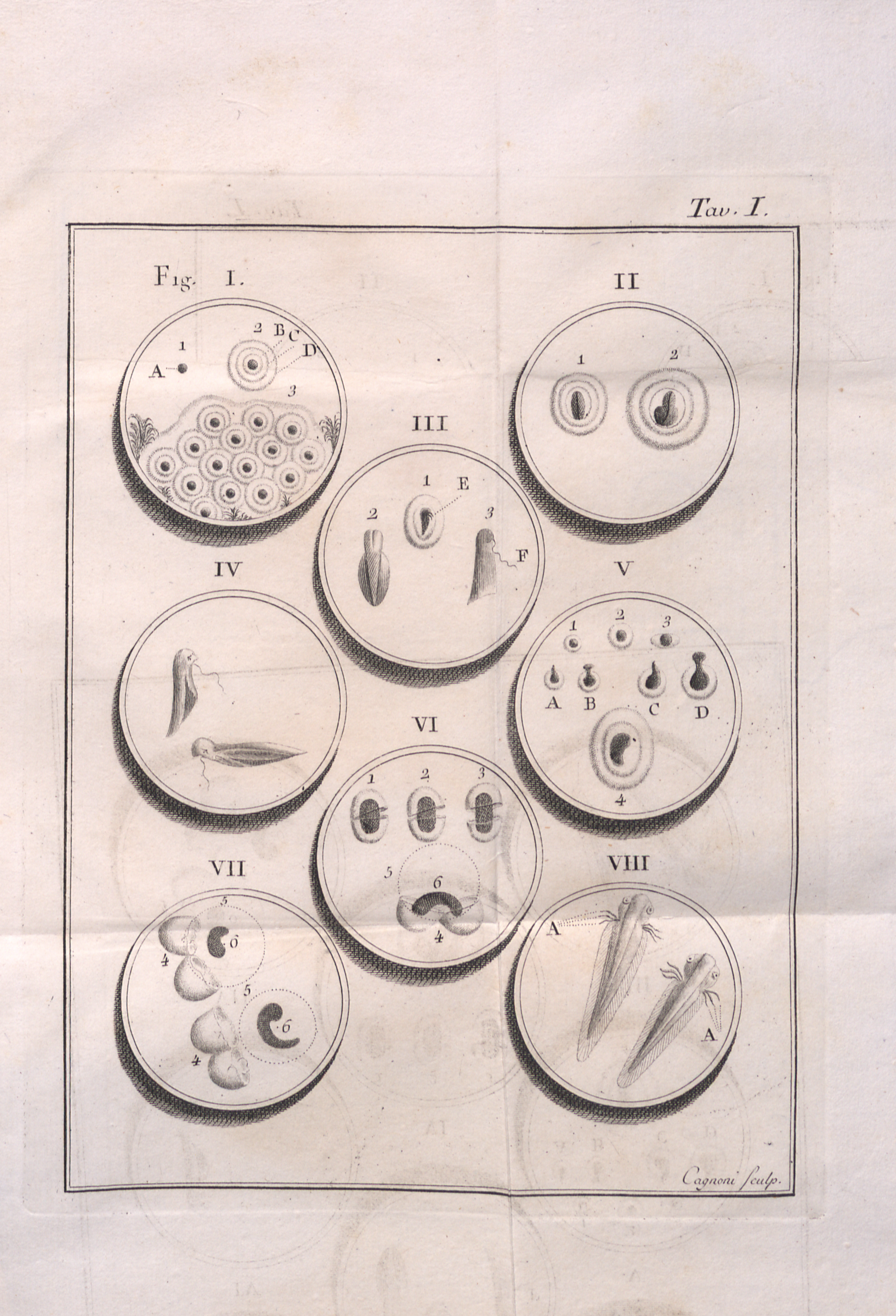
Dissertazioni di fisica animale e vegetabile, 1780

En el transcurso de sus investigaciones sobre la generación espontánea fue cuando Spallanzani realizó estudios diversos sobre la fecundación. La idea central era esclarecer la reproducción en varios animales de diferentes especies. En un inicio sus hipótesis se inclinaban a apoyar las tesis preformistas y ovistas y fue por ello que decidió experimentar.
Entre los animales que utilizó para poder experimentar se pueden mencionar las ranas. Los resultados que obtuvo señalaban que el desarrollo, hasta la fase de huevo maduro, solo se podía producir en el útero, llegando a la conclusión de que la fecundación se debía de producir externamente.
En una segunda fase de sus experimentos tomó huevos vírgenes de las mismas ranas y los puso en contacto con el líquido seminal, logrando la fecundación de los primeros. Vigiló cuidadosamente el proceso que siguió a la fecundación, desde el desarrollo hasta el nacimiento de las larvas surgidas. Este experimento es de la mayor importancia, ya que se puede considerar como el primer trabajo sobre fecundación (o inseminación) artificial realizado a partir del método experimental.
También trabajó en la inseminación artificial y la demostró llevándola a la práctica en un experimento realizado con un par de perros: inyectó con una jeringa espermatozoides a una perra y esta quedó preñada. Al mismo tiempo y gracias a este experimento se demostró la importancia del espermatozoide en el proceso de la fecundación.[cita requerida] Según Hafez, el reporte documentado más antiguo sobre inseminación artificial data de 1780, cuando realizó con éxito este experimento en perros. Y gracias a esto fue que el cirujano inglés Hunter “pudo intentar su aplicación a la especie humana”.

## La digestión humana
Otro tema que le apasionó conocer fue la digestión. Para poder resolver sus dudas realizó experimentos usándose a sí mismo como conejillo de indias. Su objetivo era demostrar que la digestión humana se parece a la de los animales. Después de mucho pensar viendo a niños ingerir objetos diversos como huesos de ciruelas sin correr peligros, Spallanzani se tragó un saco de lienzo en el cual había 4.5 kg de pan masticado. Después de 23 horas su cuerpo expelió por el ano el saquito de lienzo pero este se encontraba completamente vacío, percatándose así de que la digestión es un proceso químico y no mecánico como se creía.
Después de este intento, Spallanzani se tragó pequeñas esferas de madera y tubos metálicos con las extremidades tapadas con gasa, en ellos introducía alimentos variados. Intentó vomitarlos sin éxito. Según se cuenta, comentó, con tristeza, que por mucha que fuera su curiosidad científica, mucho mayor era su repugnancia.
Esta investigación fue criticada por un cirujano inglés, Hunter, debido a que Spallanzani afirmaba que la digestión no se llevaba a cabo a temperaturas inferiores a las del organismo. Hunter había encontrado, a partir de la disección de cuerpos, la digestión en el propio estómago por los jugos contenidos dentro del mismo.
Otro crítico fue Voltaire, pero Spallanzani no dejó de realizar sus investigaciones.

## Ecolocalización de murciélagos

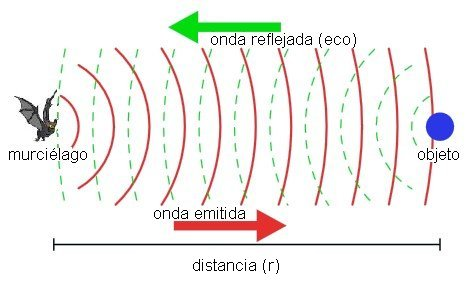
Spallanzani descubrió cómo es que los murciélagos podían hallar su camino aún en la oscuridad.

Además del estudio de los reptiles a Spallanzani le interesó experimentar con otros animales. Uno de ellos fueron los murciélagos. Estos son animales en los que la audición juega un papel muy importante. Según menciona Curtis en 1793 este científico se interesó por la forma en cómo los mamíferos encontraban su camino en la oscuridad. En el caso de las lechuzas y otros seres nocturnos el científico italiano descubrió que estos se ayudaban de sus grandes ojos, pero quedaban indefensos ante la oscuridad total.
Sin embargo, los murciélagos no tienen grandes ojos y no dependen de su sentido de la visión. Para saber cómo estos animales se podían mover sin dificultades capturó varios murciélagos de la torre del campanario de la catedral de Pavía, los cegó y los dejó en libertad. Algunos días después volvió a capturarlos y encontró que no habían tenido problemas para encontrar su hogar, sino que lograron alimentarse con normalidad. Fue entonces cuando pudo adivinar que los murciélagos podían “escuchar” su camino en la oscuridad.
En un nuevo experimento tapó los canales auditivos de varios murciélagos y vio como estos se desorientaban y chocaban contra objetos distintos. Este descubrimiento fue complementado por nuevos estudios, vigentes hasta que el avance de la tecnología permitió realizar pruebas más precisas ya en el siglo XX. En pocas palabras, Spallanzani es famoso por los experimentos sobre la navegación en completa oscuridad de los murciélagos, donde concluyó que los murciélagos usan sus oídos para la navegación en la oscuridad total.

## Estudios sobre volcanes

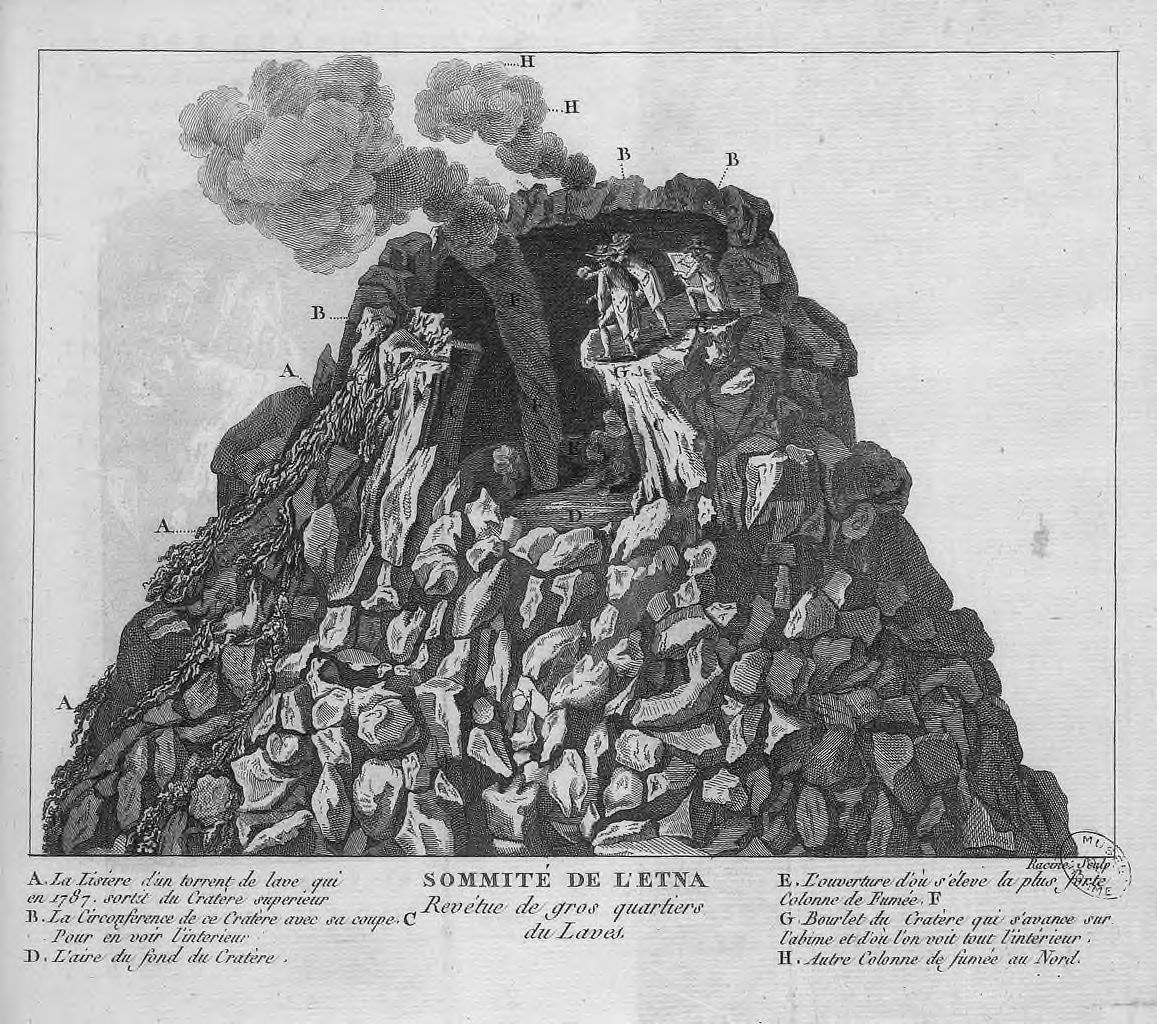
Grabado en el que tras una difícil escalada, dos guías observan el cráter del monte Etna, mientras Spallanzani dibuja la escena.

Pero los intereses de Spallanzani no solo se inclinaron sobre la vida humana. Este hombre sintió gran pasión por temas muy diversos. Para saber más al respecto realizó diversos viajes a puntos del Mediterráneo. Por ejemplo, realizó una detenida investigación sobre los volcanes. Según menciona Gordon Rattray Taylor uno de los puntos que llegó a visitar fue el Etna.

## Años de apogeo y muerte
Recibió numerosas invitaciones para sentar cátedra en diferentes universidades de Europa. Fue nombrado profesor de historia natural en la Universidad de Pavía, y también fue conservador del museo de historia natural de Pavía. Realizó diversas expediciones con el fin de completar las colecciones botánicas, zoológicas y mineralógicas del museo.
El 11 de febrero de 1799 murió en Pavía, Italia, a causa de un ataque de apoplejía. Tras su muerte, la biología siguió desarrollándose enormemente, aunque muchas de sus afirmaciones siguieron vigentes hasta que Pasteur logró corregirlas ya en el siglo XIX.

## Obra
- Chimico esame degli esperimenti del sig. 1796

- Viaggi alle due Sicilie ed in alcune parti dell' Appenino viii + 370 p. 1792.

- Dissertazioni di fisica animale e vegetale, 308 p. 1780.

- Nouvelles recherches sur les découvertes microscopiques et la génération des corps organisés parte 1, parte 2 trad. abate Regley, París, 1769, con notas y estudios nuevos de John Turberville Needham.

- Dell'azione del cuore ne' vasi sanguigni nuove osservazioni 1768

- Saggio di osservazioni microscopiche concernenti il sistema della generazione de' signori di Needham e Buffon 1765

- De lapidibus ab aqua resilentibus (~1750)

- La abreviatura «Spall.» se emplea para indicar a Lazzaro Spallanzani como autoridad en la descripción y clasificación científica de los vegetales.[9]

## Eponimia
- El cráter lunar Spallanzani lleva este nombre en su memoria.[10]
- El cráter marciano Spallanzani también conmemora su nombre.[11]
- El asteroide (10350) Spallanzani fue bautizado en su honor.[12]